# HMS Monarch (1747)
HMS Monarch (1747) — 74-пушечный линейный корабль 3 ранга Королевского флота, бывший французский Monarque. Первый британский корабль, названный Monarch («Монарх»).
Построен государственным арсеналом в Бресте. Спущен на воду в марте 1747 года. Заметно превосходил размерами британские 74-пушечные.
Окончен постройкой в июле 1747 года и присоединился к французскому флоту. Захвачен 14 октября 1747 при мысе Финистерре британским флотом адмирала Хока.
Участвовал в Семилетней войне на стороне Британии. На его борту в 1757 был казнен адмирал Бинг. В 1758 году выведен из активного состава. В 1759 прошел полную инспекцию, снова вошел в строй, но не ремонтировался, переведен на рейдовую службу.
Продан на слом в Вулвиче 25 октября 1760.